# Kvarteret Bokhållaren
Kvarteret Bokhållaren (Kvarteret 19 Bokhållaren) är ett kvarter i stadsdelen Inom Vallgraven i centrala Göteborg. Kvarteret omges av Korsgatan i väster, Drottninggatan i norr, Östra Hamngatan i öster och Kyrkogatan i söder. Kvarteret fick sitt namn i samband med övergången från roteindelning 1923. Området där kvarteret idag ligger förstördes i stadsbränderna åren 1721 och 1802.
Kvarteret innehåller främst kontors- och affärsbyggnader. Efter stadsbranden 1802 byggdes det successivt åter upp och år 1860 var samtliga tomter bebyggda. Under de efterföljande decennierna byggdes flera hus på med nya våningar och åren 1905 och 1928 ersattes två av husen med modernare affärshus, men därefter har inga nya byggnader tillkommit. Flera snuskvarnar har funnits i kvarteret och flera gårdar har bevarad 1800-talskaraktär. Byggnaderna i kvarteret är två till fyra våningar höga och på Kyrkogatan 40 ligger ett av innerstadens få kvarvarande tvåvåningshus.

## Historia

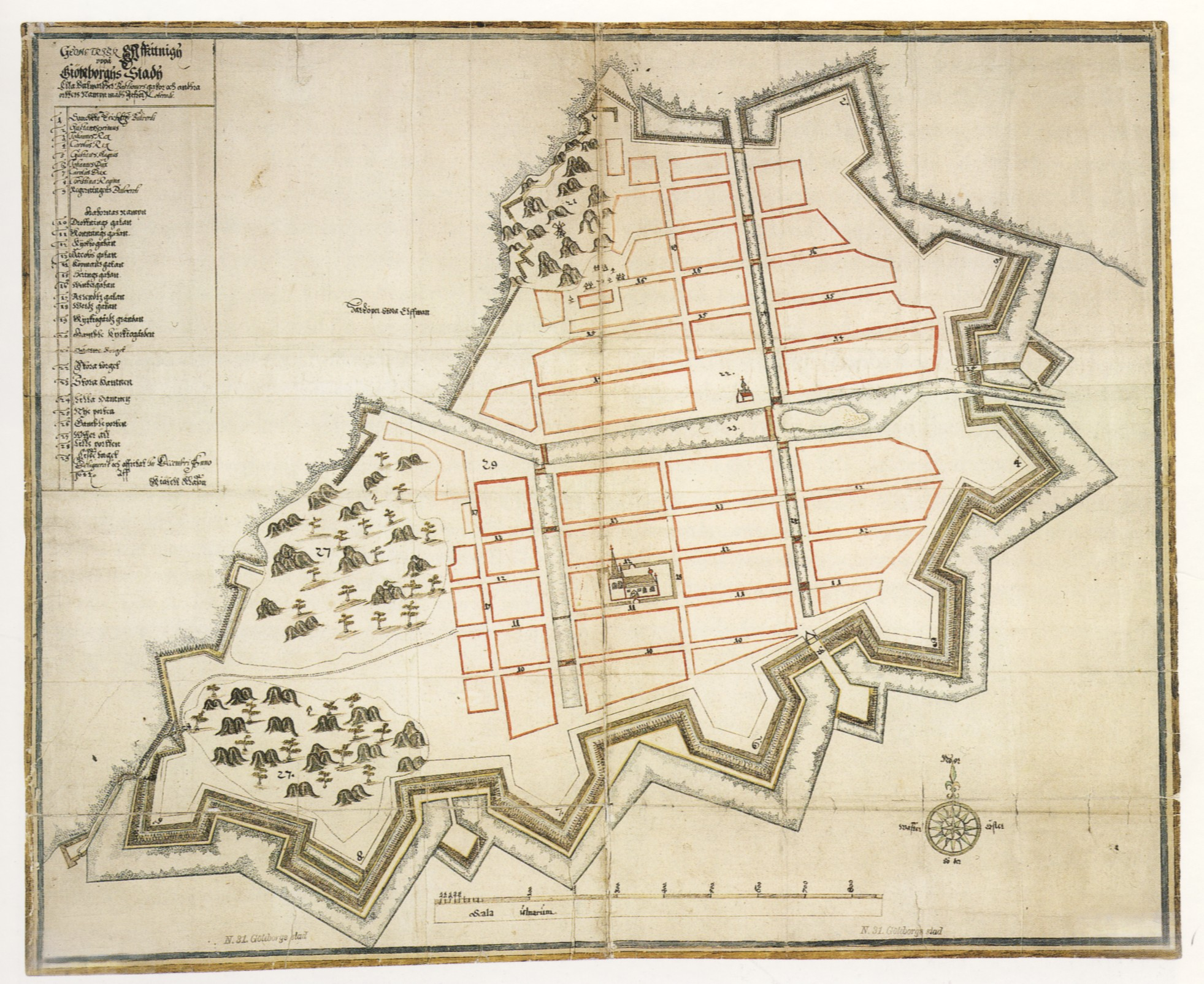
Kiättel Klasons karta över Göteborg 1644 visar stadens ursprungliga utseende. Kvarteret Bokhållaren ligger som andra kvarter söder om Stora Hamnkanalen och direkt väster om Östra Hamnkanalen.

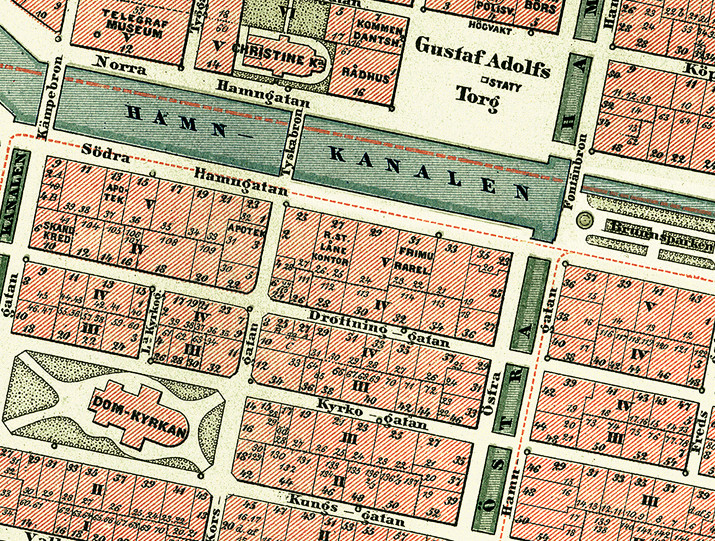
Kvarteret Bokhållaren i Göteborg år 1888. Kvarteret syns i mitten av kartan och omges av Östra Hamngatan, Kyrkogatan, Drottninggatan och Korsgatan.

På Kiättel Klasons karta från år 1644 framgår hur den del av Göteborg som ligger inom vallgraven är uppdelad i fem "quarter", vilka åtskiljs av vallgatorna och kanalerna. Första, andra och tredje kvarteren ligger söder om Stora Hamnkanalen och räknas från väster till öster, och norr om kanalen, räknat från öster till väster, ligger fjärde och femte kvarteren. Tidigare var antalet kvarter fyra "fjärdingar" och enligt stadens första brandordning från år 1639 delades vart och ett av dessa in i sju rotar, totalt 28 rotar. Roteindelningen kom att förändras och från och med år 1676 var antalet rotar tio. De var numrerade och bar namn efter långgatorna vars tomter de omfattade. Exempelvis benämndes 3:e roten Kyrkogaturoten och 4:e roten Drottninggaturoten. Roteindelningen behölls fram till början av 1920-talet, även om antalet rotar då hade ökat väsentligt. I samband med att stadens gamla roteindelning ersattes med kvartersindelning den 15 juni 1923, fastställdes namnet 19 Kvarteret Bokhållaren i Staden inom vallgraven.
Tomterna inom respektive rote fick på 1700-talet nummer och från och med år 1714 är numren införda i tomtöreslängderna. När tomter styckades upp, eller slogs samman, skedde förskjutningar av nummerordningen, varför tomternas nummer kom att förändras, ibland flera gånger. Senare infördes istället halvnumreringar vid uppdelningar, och vid sammanslagningar av två tomter fick den resulterande tomten behålla båda numren. Genom 1923 års kvartersindelning fick varje tomt ett givet nummer; i de fall olika tomter tillhörde samma ägare, kunde de föras samman till ett nytt nummer.
På 1600-talet var kvarteret ett av stadens förnämare och inflyttade holländare bosatte sig gärna längs Drottninggatan. Dess ursprungliga namn var Sankt Jacobsgatan och senare Holländaregatan. Längs Kyrkogatan bosatte sig flera köpmän.
Kvarteret har brunnit ned två gånger. År 1721 utbröt en brand på Drottninggatan, varvid alla fastigheterna väster om Östra Hamngatan, totalt 213 hus, brann ner. Byggnaderna var uppförda i trä, och trots brandrisken uppfördes även de flesta nya byggnaderna i trä. I december 1802 utbröt en ny brand, varvid omkring 180 hus och gårdar lades i aska.

## Fastigheter

### Östra Hamngatan 33 – Kyrkogatan 46
Fastigheten i hörnet Östra Hamngatan 33 – Kyrkogatan 46 (Inom Vallgraven 19:9, tidigare fastighetsbeteckning 4 roten nr. 22, 23) uppfördes år 1810 för handelsman A. Nordqvist efter ritningar av M. Bälkow.
Under 1600-talet var hörntomten nr. 22 Östra Hamngatan – Kyrkogatan bebyggd med ett trähus, som ägdes och beboddes av borgaren Söffrin (Severin) Nilsson, som representerade staden vid riksdagen i Göteborg år 1660 och i Stockholm år 1664. Han blev ålderman i det år 1665 instiftade köpmansgillet. Tomten gick senare i arv till hans änka och barn. Efter branden år 1721 sålde dottern och jungfrun Margareta Söffrin ödetomten till smeden och sedermera järnhandlaren Anders Månsson. Efter Månssons död år 1759 övertogs hans hus och gårdar av svärsonen, notarien, sedermera borgmästaren, kommerserådet Daniel Pettersson.
Intill Månssons trähus uppförde skeppare Rauwerdts änka Maria Henning ett trähus på tomten nr. 23 efter branden år 1721. Hon sålde det år 1732 till mågen, handelsman Christian Ullman. Trähuset kom att förbli i släkten Ullmans ägo fram till branden år 1802.
År 1809 lät dåvarande ägaren till de båda tomterna nr. 22 och 23, handelsman Anders Nordqvist, planera nybygge på de år 1802 avbrända tomterna och ritningarna på en trevånings stenbyggnad, troligen utförda av arkitekten Michael Bälkow, godkändes i april 1810. Arkitekturen var enkel och osmyckad med sträng symmetri. Nedre våningen var avsedd för handelsverksamhet, medan de två övre våningarna var familjebostäder.
Huset kom i vinhandlaren Fredric Ingelmans ägo år 1843, då han gifte sig med Anders Nordqvists näst yngsta dotter Anna Elisabet. Huset kom under handelshuset Ingelmans tid att genomgå flera förändringar för att omvandla byggnadens utrymmen till affärslokaler. År 1870 byggdes hela fasaden om med dekorationer i nyrenässansstil. År 1894 försökte Georg Ingelman få tillstånd att bygga på huset med en mansardvåning, vilket inte beviljades, men året därefter godkändes ritningar till ombyggnad med ett nytt yttertak med stora fönsterkupor. Arkitekt var Hjalmar Cornilsen. Samma år tillkom även balkongen i smidesjärn och koppar mot Östra Hamngatan som ritades av arkitekten Ch. A. Eliasson.
I januari 1905 köptes fastigheten av källarmästaren Axel Ludvig Paulson, som lät inreda butikslokaler i husets andra våning, varvid den försågs med stora skyltfönster. Klubben Enigheten, som var en sällskapsklubb för stadsborgare och handelsmän, hyrde tredje våningen och stora delar av vindsvåningen från år 1905 fram till början av 1950-talet. Klubbens lokaler utökades vid två tillfällen, så att de kom att omfatta hela de två översta våningarna.
Fastigheten såldes år 1918 till AB Svenska Lantmännens Bank, år 1924 till AB Jordbrukarbanken och år 1925 till Försäkringsaktiebolaget Allmänna Brand. År 1946 förvärvades huset, samt tomten nr. 9 i samma kvarter, av Sven Gulin, varefter hela huset byggdes om till ett affärshus, vilket invigdes den 30 mars 1954. Arkitekt var G. Wetterlundh. Ytterligare förändring, varvid kvarvarande stuckatur och inredning togs bort, genomfördes år 1982.

### Östra Hamngatan 31 – Kyrkogatan 44

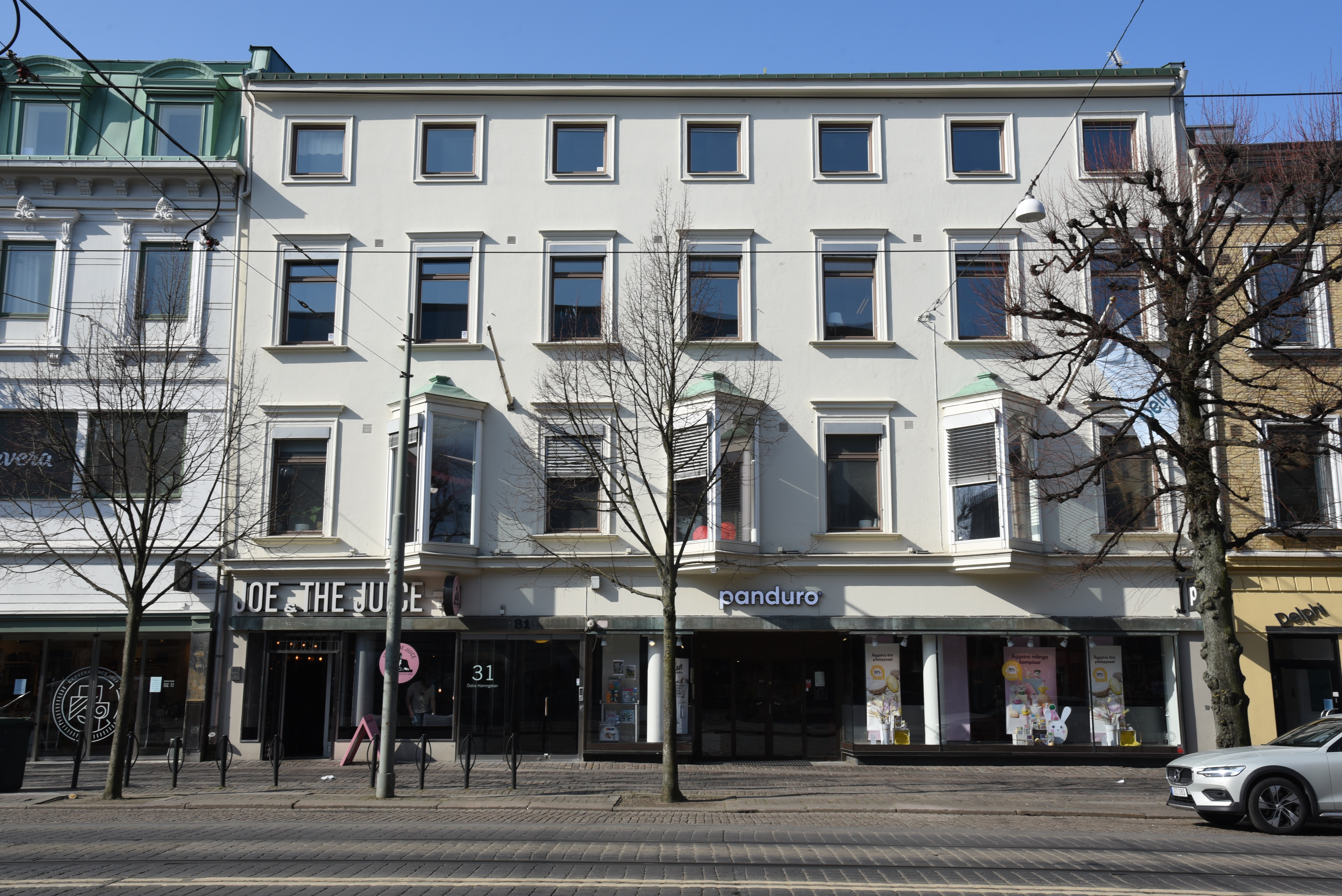
Östra Hamngatan 31.

Fastigheten Östra Hamngatan 31 – Kyrkogatan 44 (Inom Vallgraven 19:18, tidigare fastighetsbeteckning 4 roten nr. 24 med baktomten 3 roten nr 72 och 19 kv. Bokhållaren nr. 8) uppfördes omkring år 1808 åt handelsman G. Bergendahl (arkitekt okänd) och 1905 åt Nordiska Industri AB efter ritningar av E. Krüger.
Den förste ägaren av dessa tomter var Volrath Tham d.ä. Efter hans död år 1700 bodde änkan Gertrud Tham kvar i fastigheten fram till sin död år 1715. Fastigheten kom därefter i handelsmannen Eric Nissens ägo och byggnaderna, som uppfördes efter branden 1721, bestod av tvåvånings träbyggnader. Egendomen kom under slutet av 1700-talet att innehas av flera handelsmän – Niclas Jacobsson, Volrat von Öltken, Johan Minten och Samuel Schutz – och förstördes i branden år 1802.
År 1806 sålde Samuel Schutz arvingar de avbrända tomterna till handelsmannen Gustaf Bergendahl, som mot Östra Hamngatan lät uppföra ett trevånings stenhus och mot Kyrkogatan uppförde ett tvåvånings stenhus. I det senare lät Mosaiska församlingen inrätta en ny synagoga, sedan den gamla vid Drottninggatan brunnit ner. Synagogan invigdes i augusti 1808. Efter Bergendahls död såldes fastigheterna, förutom den som ägdes av Mosaiska församlingen, till grosshandlare Carl Johan Dymling. Dymling lät förändra fasaden på huset som vette mot Östra Hamngatan, efter ritningar av Victor von Gegerfelt. År 1855 flyttade Mosaiska församlingen till den nybyggda synagogan vid Stora Nygatan, varvid grosshandlare Dymling övertog hela huset vid Kyrkogatan. Han lät bygga på en våning, men ändrade inte fasaden i övrigt. År 1859 sålde Dymling fastigheterna till handelsmannen Julius Lindström, som använde fastigheterna för sin tobaksfabrik. Lindström sålde sedermera fastigheterna till sin bror, grosshandlaren Otto Lindström.
År 1899 kom fastigheterna i Nordiska Industriaktiebolagets ägo, som ändrade såväl fasader som inredning, efter ritningar av Ernst Krüger. Åt Östra Hamngatan fick bottenvåningen butikslokaler med stora skyltfönster. Även åt Kyrkogatan skedde liknande förändringar. I mars 1905 brann den gamla synagogan ner och ett modernt affärshus i glas och gult tegel uppfördes i jugendstil efter ritningar av Ernst Krüger. Huset som vette åt Östra Hamngatan genomgick en grundlig förändring år 1942, varvid taket höjdes och vindsvåningen försågs med kvadratiska fönster. Arkitekt var Nils Einar Eriksson.

### Östra Hamngatan 29 – Drottninggatan 37

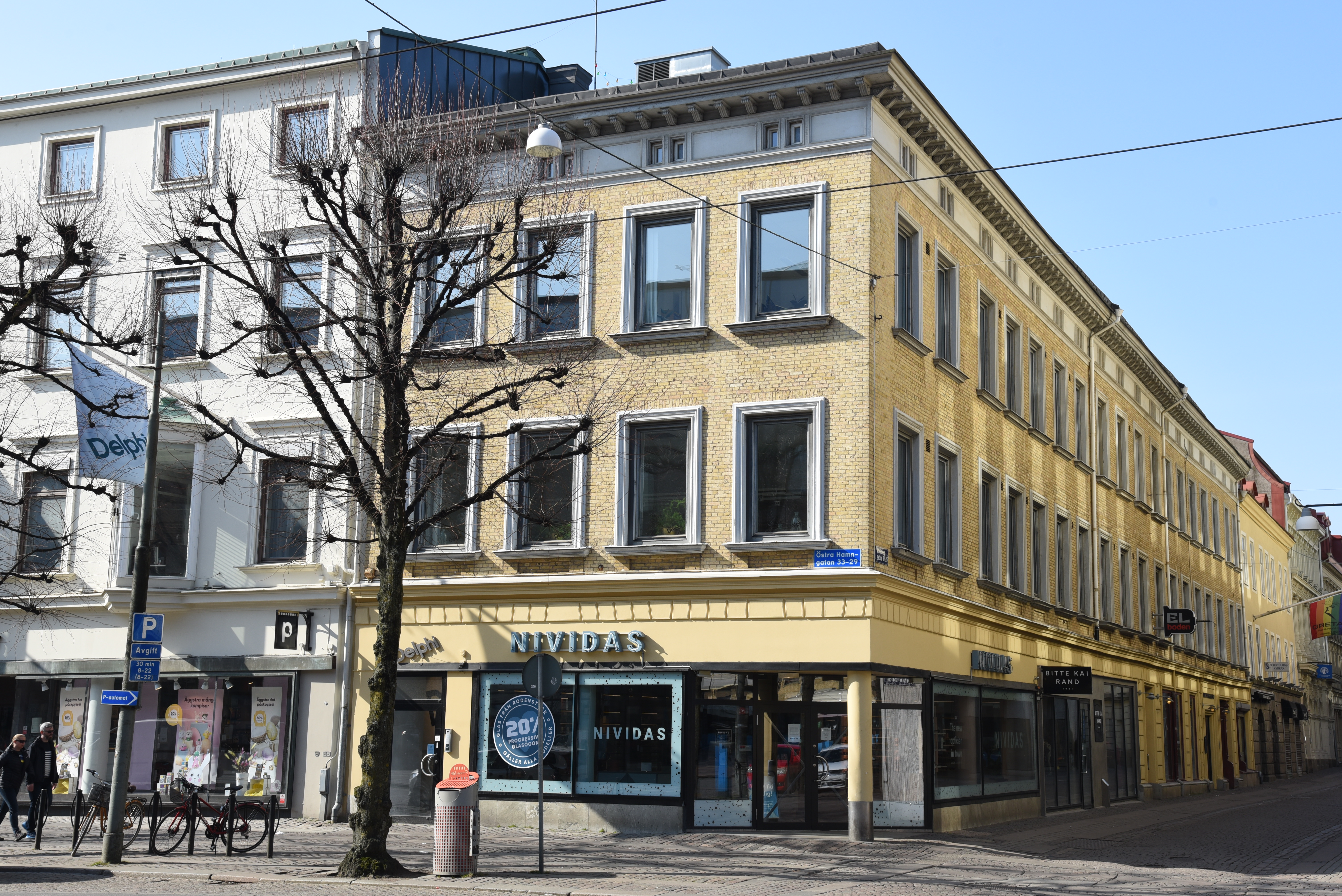
Östra Hamngatan 29 – Drottninggatan 37.

Fastigheten i hörnet Östra Hamngatan 29 – Drottninggatan 37 (Inom Vallgraven 19:7, tidigare fastighetsbeteckning 4 roten nr. 25, 26) uppfördes år 1864 för handelsman J.G. Hamberg.
Tomten nr. 25 ägdes på 1600-talet av handelsmannen Rutger Seth och senare av hans änka Maria Fistulator. Dottern Catharina gifte sig med handelsmannen Hans Calmes, som övertog gården år 1709. Ur bouppteckningen efter honom år 1710 framgår att det var ett envånings trähus och den innehåller en av få bevarade beskrivningar av ett 1600-talshus i Göteborg. Tomten nr. 26 ägdes och beboddes av remsnidaren Hans Graupner.
Byggnaden vid Östra Hamngatan kom år 1761 att köpas av handelsmannen Christian Arfvidsson, som hade en betydande roll i Göteborgs kommersiella liv i slutet av 1700-talet. Han bedrev med största sannolikhet ett kontor med 16 handelsbetjänter i fastigheten, men bodde på annat håll. Tomten nr. 26 köptes år 1735 av handelsman Anders Månsson, som ägde grannfastigheten på Östra Hamngatan 33 – Kyrkogatan 46. Tomt nr. 26 övergick senare till borgmästaren Daniel Pettersson.

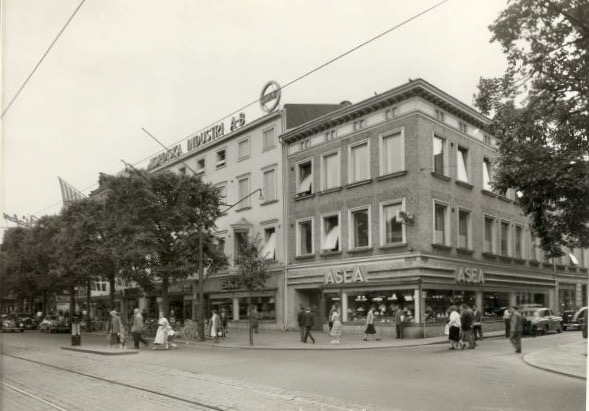
Östra Hamngatan 29 – Drottninggatan 37, foto från 1954. Bildsamlingen vid Göteborgs stadsmuseum.

Efter branden år 1802 lät ägarna, handelsmännen Eric Setterborg och Sven Bressander, uppföra ett tvåvånings stenhus på resterna av de gamla murarna. År 1847 genomförde Bressander en förändring i riktning mot Östra Hamngatan i form av en utökning med ytterligare en handelsbod. År 1864 lät handlaren J. G. Hamberg uppföra ett trevånings stenhus på hela tomten. Dessa ritningar finns ej bevarade, men slutsatser från senare ritningar och fotografier pekar på att arkitekten kan ha varit Victor von Gegerfelt. År 1897 köptes huset av handlaren Ernst Bergmark, som lät inreda nya butikslokaler, ritade av arkitekten Hjalmar Cornilsen.
År 1899 lät Bergmark arkitekt Cornilsen utföra ritningar till en ombyggnad för att ge plats för en badinrättning och ett hotell i fastigheten. Hotellet drevs under namnet Kronprinsen. Badet invigdes den 2 oktober 1900 och hade sin ingång från Drottninggatan, varifrån en vit marmortrappa ledde upp. Damavdelningen på bottenvåningen hade sju badrum och herravdelningen en trappa upp hade nio badrum. Dessutom fanns det så kallade elektriska ljusbadet en trappa upp. En föreslagen ombyggnad av exteriören kom ej att genomföras. År 1904 bildades AB Centralbadet, som övertog fastigheten. Badet var i bruk till år 1916, medan driften av hotellet upphörde tidigare.
I affärslokalen vid Östra Hamngatan inrymdes under några år biografen Stjärnan, med en mycket spartansk inredning i form av träbänkar. Efter badets upphörande såldes huset på exekutiv auktion till AB Göteborgs Bank, vilken direkt sålde fastigheten till Allmänna Svenska Elektriska Aktiebolaget, som moderniserade den efter ritningar av arkitekt Joel Andrén. En större ombyggnad, efter ritningar av Nils Einar Eriksson och Erik Ragndal, genomfördes år 1946, då affärslokaler med stora skyltfönster inrättades i hela bottenvåningen och byggnaden fick en funktionalistisk utformning.

### Drottninggatan 35

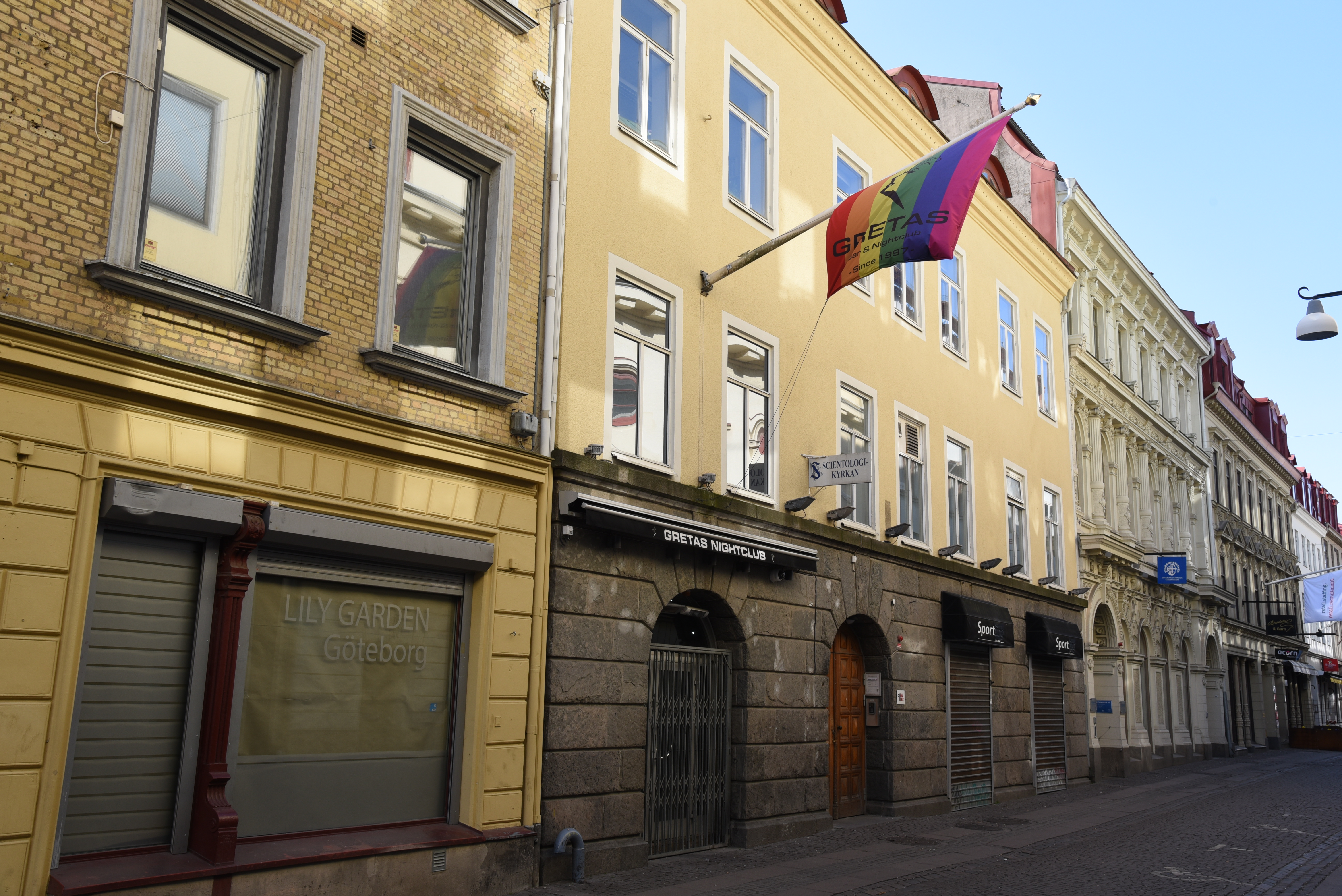
Drottninggatan 35.

Fastigheten Drottninggatan 35 (Inom Vallgraven 19:6, tidigare fastighetsbeteckning 4 roten nr. 27 och 19 kv. Bokhållaren nr. 6) uppfördes omkring år 1805 åt bagarmästaränkan M. Sjöberg.
Tomten bestod under 1600-talet av två delar. Den östra delen ägdes av snörmakarmästare Johan Olofsson Ruth, medan den västra delen ägdes av handelsmannen och rådmannen Christopher Christophersson, som var järnexportör. Hans son adlades Adlersparre. Ruths tomt såldes år 1704 till remsnidare Hans Graupner, som även ägde granntomten nr. 26. Christopherssons tomt övergick år 1704 i handelsmannen Anders Germundssons ägo och ärvdes år 1721 av rådmannen  och historieskrivaren Erik Cederbourg. Fastigheten på tomten förstördes vid branden detta år och Cederbourg sålde sedermera tomten år 1735 som ödetomt till handelsman Hans Liedgren, som där lät uppföra en vagnbod. År 1744 kom klädesfabrikör Martin Sandberg att äga båda tomterna.
Under åren 1744–1780 kom tomten att ägas av Martin Sandberg, brodern Niclas Sandberg, samt av köpmannen Johan Anders Lamberg, som var den störste klädeshandlaren i Sverige och även ägde de största tobaksplantagerna kring staden. Han var även ägare av gården Lisaberg och landerierna Lyckan och Hedås.
Vid branden år 1802 ägdes tomten av handelsman Emanuel B. Bahrman, som år 1805 sålde tomten till bagarmästaränkan Maria Sjöberg, som där lät uppföra ett trevånings stenhus. Ett trevånings gårdshus uppfördes år 1868 av skräddarmästare H. Silvander. Genom ett byte kom Jan W. Peterson, innehavare av Petersons Wienerångbageri, att bli ägare. Fastigheten skrevs över på firman år 1901, men när företaget köpte Kyrkogatan 40 år 1919, såldes Drottninggatan 35 till Allmänna Sparbanken. Banken lät genomföra en ombyggnad och påbyggnad, varvid bottenvåningen rusticerades och försågs med stora fönster och port. Banken gick i konkurs år 1930 och fastigheten togs över av Svenska Ackumulatoraktiebolaget Jungner. År 1968 övertogs fastigheten av Göteborgs scoutkår. Göteborgs Idrottsmagasin och Friluftsmagasinet kom att öppna butiker där.

### Drottninggatan 33

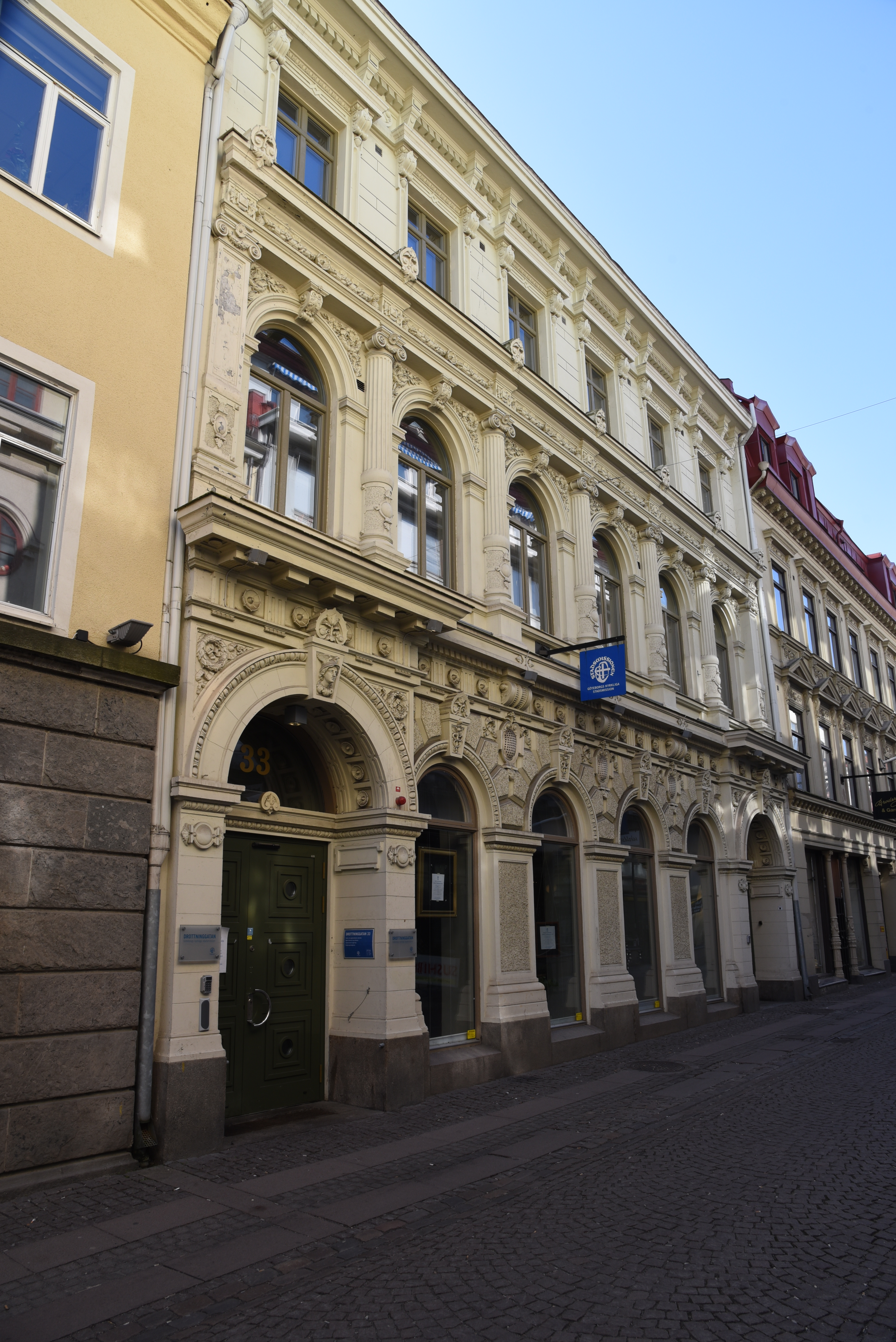
Drottninggatan 33.

Fastigheten Drottninggatan 33 (Inom Vallgraven 19:5, tidigare fastighetsbeteckning 4 roten nr. 28 och 19 kv. Bokhållaren nr. 5) uppfördes år 1886 åt Göteborgs Sparbank efter ritningar av Carl Fahlström.
Ursprungligen bestod tomten av två lika stora delar. Remsnidare och sadelmakarmästare Johan Ström köpte den östra delen år 1706 och sålde den år 1718 vidare till hattmakare Jöns Bergman. Denne sålde tomten efter branden 1721. Den västra delen ägdes i slutet av 1600-talet och början av 1700-talet av bleckslagare Christian Anerdt. Åren 1729 och 1737 köptes de båda tomterna av sadelmakare Sebastian Fock, och gick sedan i släkten Fock fram till år 1825. Under större delen av tiden var tomten bebyggd med en träbod, i vilken sadelmakeriet var inrett.
År 1825 såldes fastigheten på offentlig auktion och ropades in av skäddareålderman Martin Thobin, som året därpå lät uppföra ett tvåvånings stenhus åt gatan. Efter Thobins död ägdes fastigheten av dennes arvingar, vilka år 1885 sålde den till Göteborgs sparbank, som lät uppföra ett nytt bankpalats i nyrenässans efter ritningar av Carl Fahlström. Banken flyttade år 1913 till Västra Hamngatan 7 och huset på Drottninggatan såldes. Det hade flera ägare, innan det år 1920 köptes av Göteborgs stad och användes av Göteborgs Vattenverk. Vid en ombyggnad år 1917 togs den nuvarande entrén upp, en monumental marmortrappa och gårdshus uppfördes och gården överbyggdes.

### Drottninggatan 31

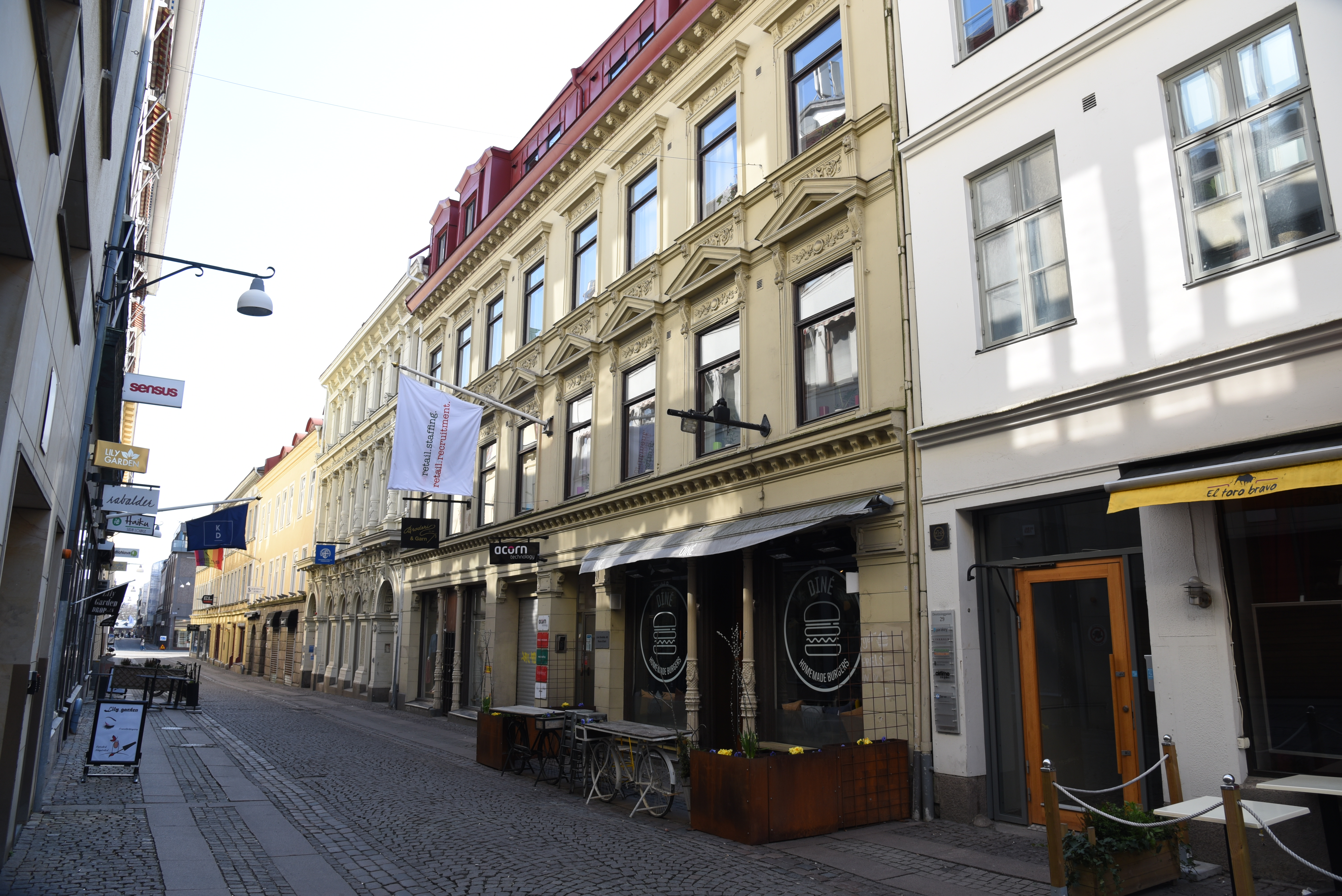
Drottninggatan 31.

Fastigheten Drottninggatan 31 (Inom Vallgraven 19:4, tidigare fastighetsbeteckning 4 roten nr. 29, 30 och 19 kv. Bokhållaren nr. 4) uppfördes omkring år 1810 åt snusfabrikör J. Sjöberg.
I slutet av 1600-talet ägdes tomten nr. 29 av guldsmeden och åldermannen i guldsmedsämbetet Hans Sprinckhorn och år 1684 köptes tomten nr. 30 av entreprenören Nils Bengtsson Giessling. Sedan Sprinckhorn avlidit år 1715 kom hans tomt att ägas av perukmakare Ephraim Habicht, men övertogs år 1721 av kopparslagare Erik Roth. Efter branden samma år lät han bebygga tomten igen och efter hans död år 1763 gick den över på sonen, som var kopparslagarmästare. Efter dennes död år 1797 ärvdes den av hans änka, som bodde kvar där fram till branden år 1802. Tomten nr. 30 köptes år 1698 av handelsman Nils Greiff. Sonen Jacob Greiff lät bygga upp fastigheten efter 1721 års brand. I januari 1802 såldes tomten till Judiska församlingen, som lät uppföra den första synagogan på egen grund, som dock förstördes vid branden i december samma år.
Tomten nr. 30, liksom nr. 31, annonserades ut år 1805, men inga spekulanter dök upp. Granntomten nr. 29 inköptes år 1809 av snusfabrikör Johan Sjöberg och året därefter köpte han även den Judiska församlingens tomter. Han sålde tomten nr. 31 till sin svåger, handelsman Jonas Bergström år 1814 och uppförde på de båda andra tomterna ett tvåvånings stenhus och på gården en "snusquarnsbyggnad". Sonen Johan Fredrik Sjöberg sålde år 1864 fastigheterna och år 1866 byggdes gathuset på med en tredje våning, bottenvåningen förändrades och nya gårdshus uppfördes. År 1876 köptes fastigheten av skolföreståndare B. Andersin, som bedrev ett privatläroverk för flickor. Arkitekt Adrian C. Peterson fick i uppgift att inreda en gymnastiksal på vinden.
Sedan fastigheten förvärvats av spegelfabrikör Gustaf Bernhard Almquist år 1887, genomfördes ett antal förändringar med bland annat fönsteromramningar och dekorationer i nyrenässansstil, samt stora fönsterkupor på vindsvåningen, där det inreddes en fotoateljé. Fastigheten förblev i släkten Almquists ägo fram till år 1929. År 1931 köptes fastigheten av en bostadsförening och ett kafé öppnades.

### Drottninggatan 29

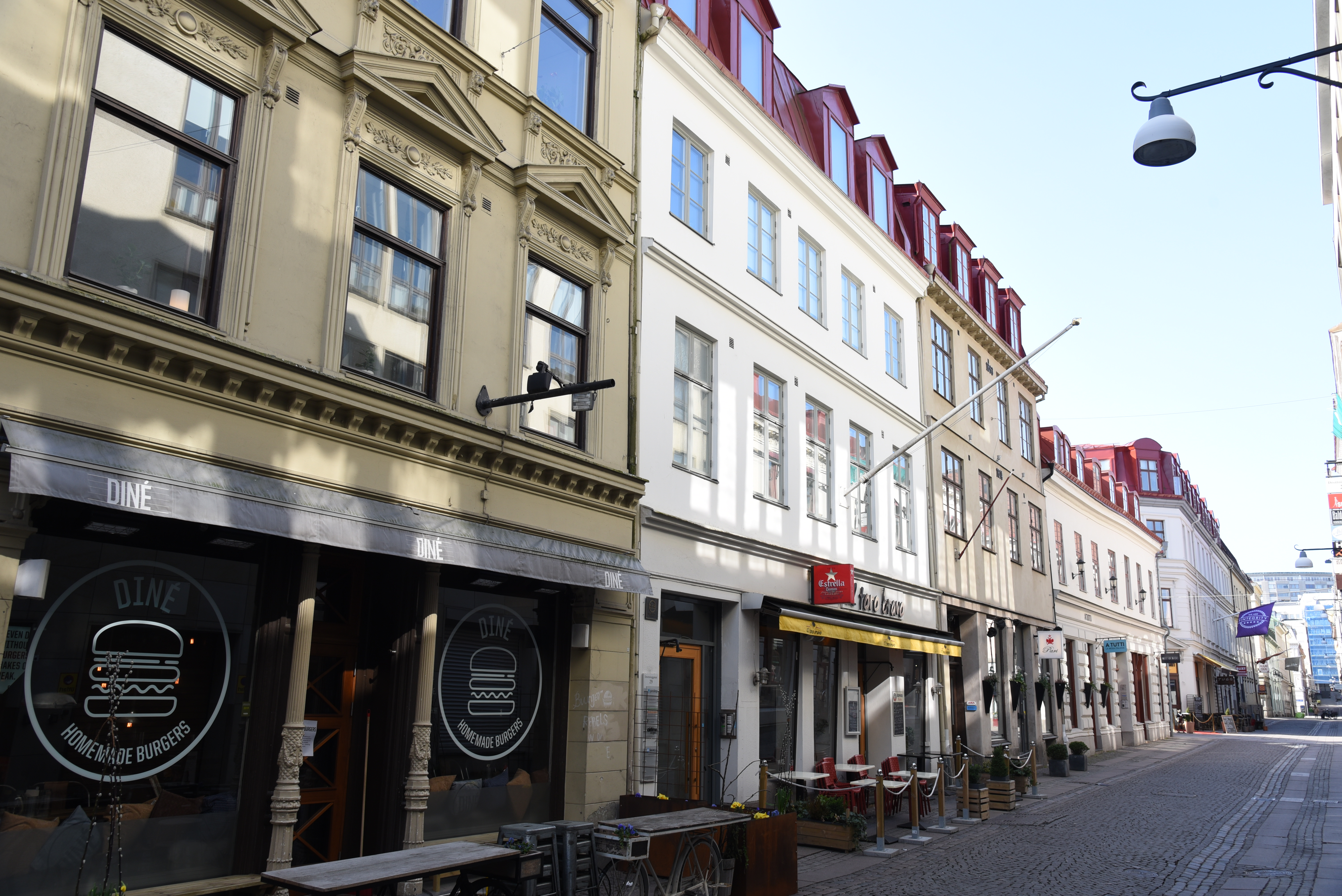
Drottninggatan 29.

Fastigheten Drottninggatan 29 (Inom Vallgraven 19:3, tidigare fastighetsbeteckning 4 roten nr. 31 och 19 kv. Bokhållaren nr. 3) uppfördes omkring år 1810 åt handelsman J. Bergström.
Efter några ägarbyten i slutet av 1600-talet och i början av 1700-talet, köptes fastigheten år 1712 av remsnidare och sadelmakare Mathias Bechberg, som år 1723 blev ålderman i skrået. Efter branden år 1721 uppfördes en ny byggnad. Bechberg dog år 1743 och gården gick samma år över på sonen, sadelmakare Mathias Bechberg d.y. Efter dennes död år 1751 gifte hans änka om sig med hattmakare Gottfrid Jungberg. Efter branden år 1802 såldes den avbrända tomten år 1810 till Judiska församlingen, som ägde granntomten nr. 30, där deras synagoga legat.
Judiska församlingen sålde de båda tomterna, varefter tomterna justerades. Den nye ägaren till tomten nr. 31 var handelsman Jonas Bergström, som lät uppföra ett trevånings stenhus med tegeltak. År 1820 fick Bergström tillstånd att tillverka snus, vilket han gjorde i en byggnad på gården. År 1836 bjöds fastigheten ut på offentlig auktion, men återlöstes av Bergströms äldsta dotter, som var gift med vinhandlaren J.W. Bratt. Bratt lät år 1848 uppföra ett trevånings gårdshus. Firman kom att gå i arv fram till dess att den övertogs av Vin- & Spritcentralen år 1920.
År 1895 skedde en ombyggnad av takvåningen, fönstren försågs med dekorativa omramningar och skyltfönstren förstorades. Gårdshusen har senare byggts på och förändrats. Sedan 1920-talet har huset använts för affärsverksamhet med kontor, lager och butik. På 1980-talet skedde en ombyggnad till enbart kontor, varvid nya portar och fönster tillkom.

### Drottninggatan 27 och 25 – Korsgatan 8 och 10

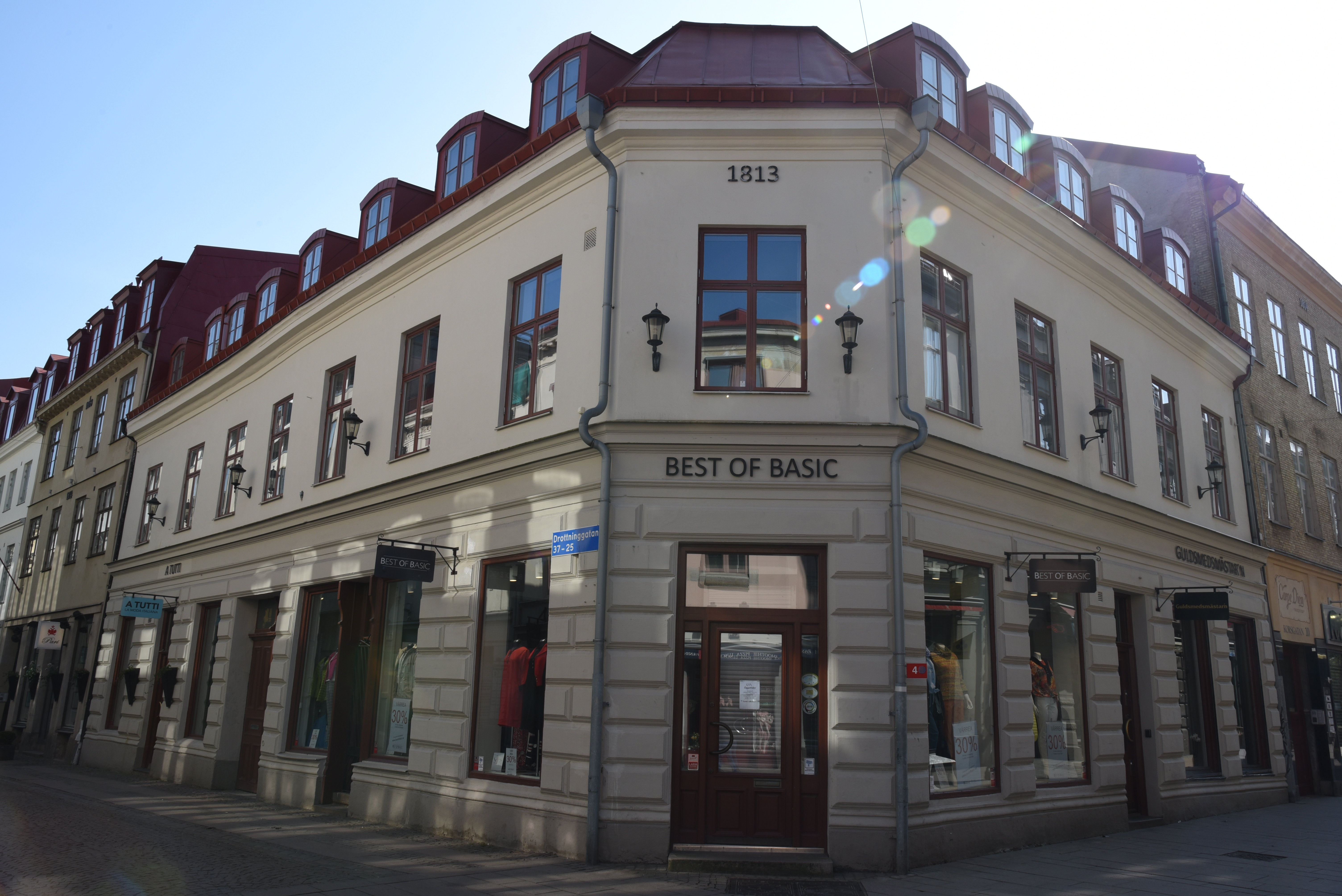
Drottninggatan 25 – Korsgatan 8.

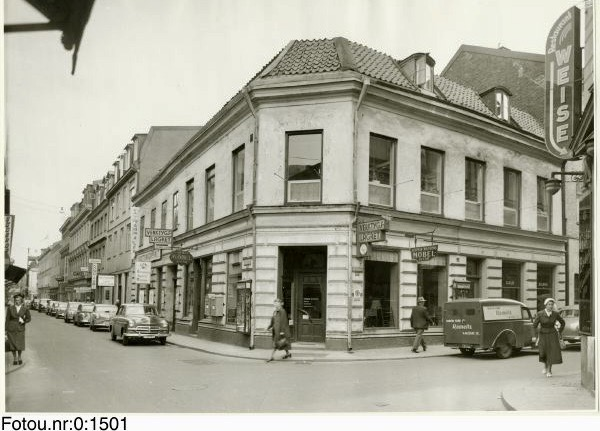
Drottninggatan 25 – Korsgatan 8, foto från 1954. Bildsamlingen vid Göteborgs stadsmuseum.

Fastigheten Drottninggatan 27 och 25 – Korsgatan 8 och 10 (Inom Vallgraven 19:1, 19:2 och 19:15, tidigare fastighetsbeteckning 4 roten nr. 32) uppfördes åren 1813–1814.
Från början bestod denna tomt av tre delar, två delar mot Drottninggatan och en mot Korsgatan, och kallades för "Vinkeln". Fram till år 1642 ägdes tomten av handelsmannen Cordt Braun Johan. Han var gift med Elsebe Oberberg, som ärvde tomten, och kom att bo kvar där fram till sin död år 1680. Huset var ansenligt och efter rådhusbranden år 1669 höll magistraten sina sessioner där fram till året därpå. På 1690-talet inrättades klädesmanufakturfabriken Manufaktorihuset på tomten. År 1702 uppläts den som teaterlokal där en av Göteborgs första teaterföreställningar ägde rum.
Efter branden år 1721 stod tomterna öde och köptes år 1753 av direktören Niclas Sahlgren. När tomterna bebyggdes igen har inte kunnat fastställas, men de drabbades återigen av elden år 1802. Därefter delades de upp i tre delar kallade nr. 32 A, 32 B och 32 C.
Drottninggatan 27 (tomt nr. 32 A) bebyggdes av handlanden Jonas Jungqvist med ett tvåvånings stenhus. År 1863 byggdes huset på med en våning efter ritningar av A. Heres och större butiksfönster sattes in i bottenvåningen. Omkring år 1906–1907 skedde ett antal mindre förändringar och något senare byggdes huset på och vindsvåningen blev en mansardvåning med fyra fönsterkupor.
Drottninggatan 25 – Korsgatan 8 (tomt nr. 32 B) bebyggdes år 1813 av handlanden Sven Wallin med ett tvåvånings stenhus, vilket stannade i släkten Wallins ägo till år 1871, varefter det såldes till handlanden Johan Stenström och kom att stanna i dennes släkts ägo fram till år 1944. År 1903 förändrades fasaden, varvid bottenvåningen försågs med rustikornament och butikslokalerna och vindsvåningen utökades.
Korsgatan 10 (tomt nr. 32 C) bebyggdes av seglaren Johan Wedberg med ett trevånings stenhus åt gatan med en fyra våningar hög flygelbyggnad åt söder och öster. Huset kom senare att byta ägare flera gånger. År 1912 förändrades bottenvåningen och större skyltfönster sattes in.

### Korsgatan 12 – Kyrkogatan 34

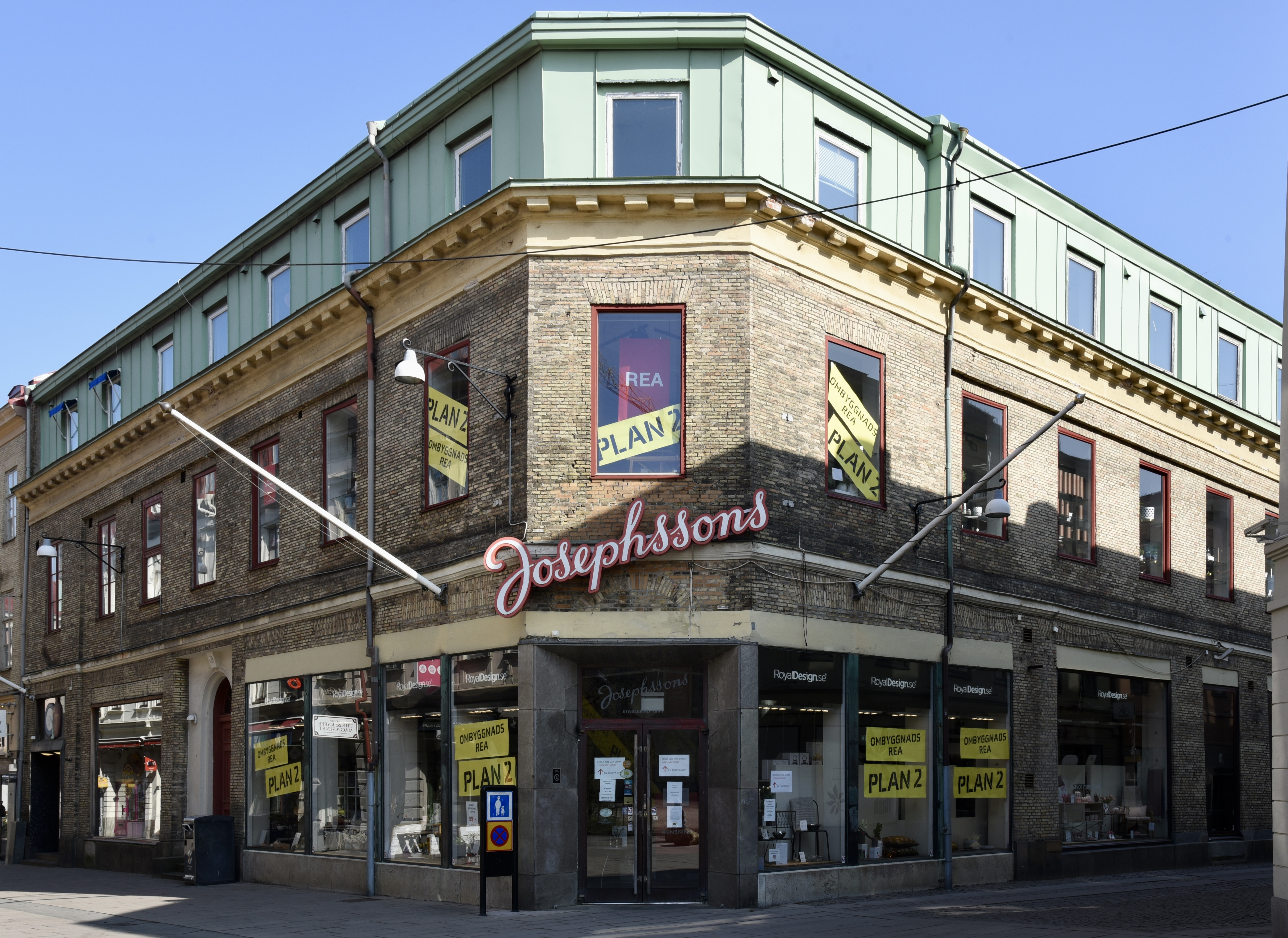
Korsgatan 12 – Kyrkogatan 34.

Fastigheten i hörnet Korsgatan 12 – Kyrkogatan 34 (Inom Vallgraven 19:16, tidigare fastighetsbeteckning 4 roten nr. 33) uppfördes år 1820 för vinhandlare H.C. Koch som värdshus, vinlager och bostad.
I slutet av 1600-talet ägdes hörntomten av slaktarmästare Peter Lübke (Lybecker). Hans änka Catharina Lybecker sålde egendomen år 1715 till handelsman Carl Söderberg, under förutsättning att hon fick bo kvar i huset åt Kyrkogatan under sin livstid. På tomten fanns två hus, ett åt Korsgatan och ett åt Kyrkogatan. Efter branden år 1721 uppförde Carl Söderberg ett nytt hus, vilket stod färdigt år 1723.
Fastigheten såldes år 1770 på auktion till handelsman Lorentz Petersen, som var ägare av landeriet Lorensberg. Petersen dog år 1800 och efter branden år 1802 såldes ödetomten av hans änka Johanna Sophia Damm till källarmästare Hans Christian Koch i april 1811. Vinhandlare och källaremästare Koch hade år 1800 grundat en vinhandelsfirma och innehade traktörsrättigheter i Rådhuskällaren. Sedan han  blivit uppsagd därifrån uppförde han ett stenhus på tomten vid Korsgatan/Kyrkogatan, vilket stod färdigt omkring år 1820. Han flyttade dit firman och bedrev även traktörsverksamhet där. När Hans Christian Koch dog år 1832 övertogs huset av dennes arvingar och två av sönerna fortsatte firmans verksamhet. De köpte år 1847 även tomt nr. 64 och ½65 i 3:e roten (Kyrkogatan 36) av handelsman Sven Bressanders son, Jan Carl Bressander. Fastigheten där lät de bygga på med en våning.
Fastigheterna gick ur släkten Kochs ägo år 1902. År 1924 genomfördes en genomgripande ombyggnad efter ritningar av arkitekterna R. O. Swenson och Harald Ericson. Bland annat förstorades fönstren i nedre våningen och hörnhuset Korsgatan/Kyrkogatan byggdes på. Sedan år 1928 har Josephssons bosättningsmagasin (numera Cervera) haft butik i fastigheten. Weidenborg–Svanhills herrekipering och skrädderi hade butik där fram till 1990-talet.

### Kyrkogatan 36

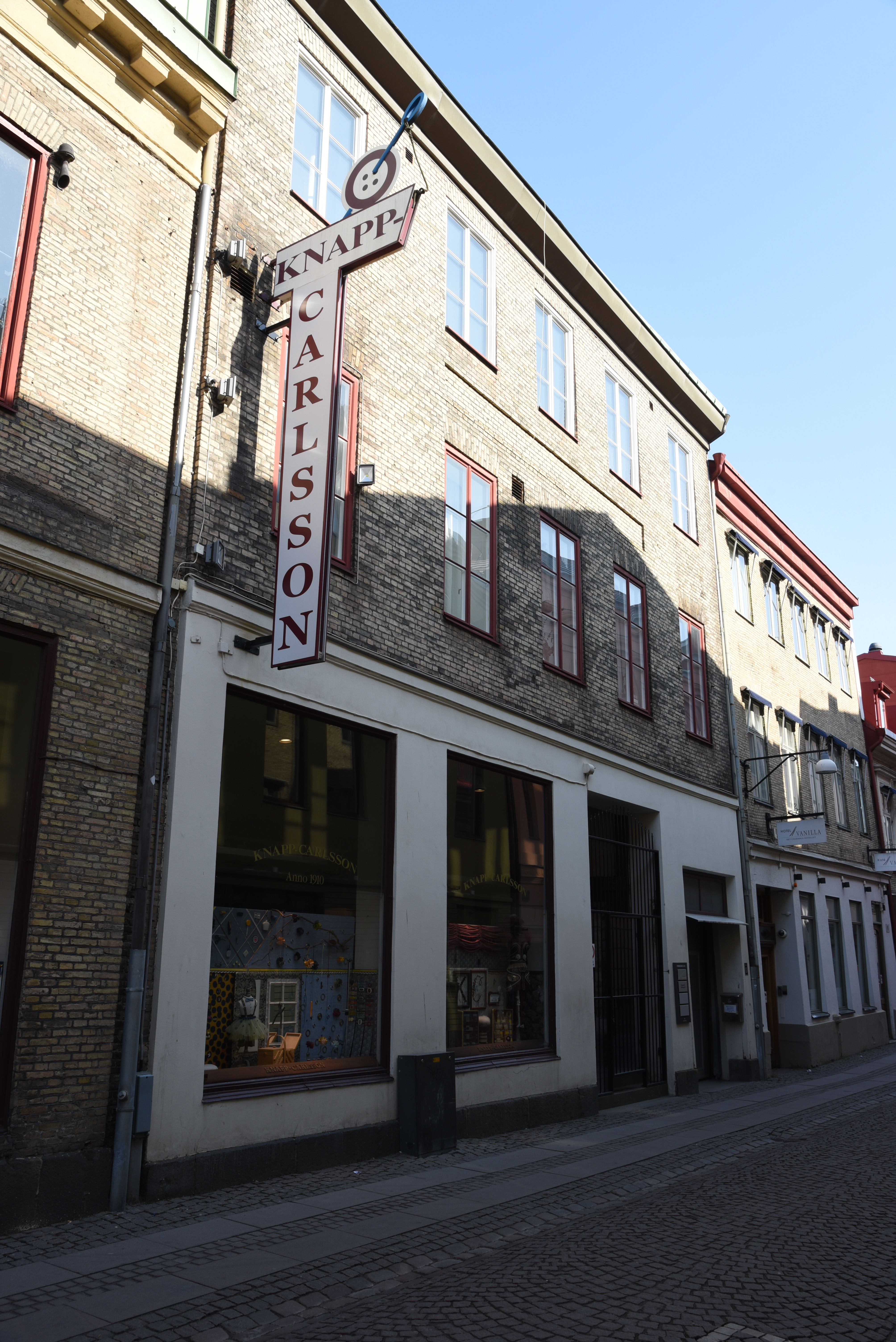
Kyrkogatan 36 med Knapp-Carlssons butik.

Fastigheten Korsgatan 36 (Inom Vallgraven 19:16, tidigare fastighetsbeteckning 3 roten nr. 64, ½65') uppfördes år 1823 för handelsman S. Bressander efter ritningar av murarmästare L. Dymling.
År 1708 kom tomten nr. 64 i sadelmakare Berndt Möllers ägo och kom efter hans död att ägas av dennes arvingar, vilka fem år efter branden år 1721 sålde ödetomten till hattmakare Ulrik Falkensten, som bebyggde den. Hans änka behöll den ett par år, varefter hon sålde den. Vid 1802 års brand ägdes den av boktryckare Lars Wahlström.
Tomten nr. 65 kom år 1703 i Båtekarl Per Larssons ägo, som ägde den vid 1721 års brand och därefter lät bygga ett nytt hus på tomten. Hans änka överlät den senare till tenngjutare Lars Borgström och den gick senare vidare i dennes släkt, till dess att den år 1781 såldes till handelsman Bengt Ström. Efter hans död år 1804 såldes tomten år 1807 till boktryckare Lars Wahlström, som även ägde granntomten nr. 64. Wahlström sålde tomterna 64. och 65. till murarmästare Ludvig Dymling, som uppförde ett envåningshus åt handelsman Sven Bressander, som år 1823 tog över tomten nr. 64 och ½ av tomten nr. 65.
År 1847 byggdes huset på med två våningar och övertogs av familjen Koch, som ägde hörnhuset. År 1910 etablerades A. Carlssons sybehörsaffär, senare namnändrat till Knapp-Carlsson. År 1924 skedde en förändring av fasaden efter ritningar av R. O. Swensson och Harald Ericson, varvid bottenvåningen fick sitt nuvarande utseende.

### Kyrkogatan 38

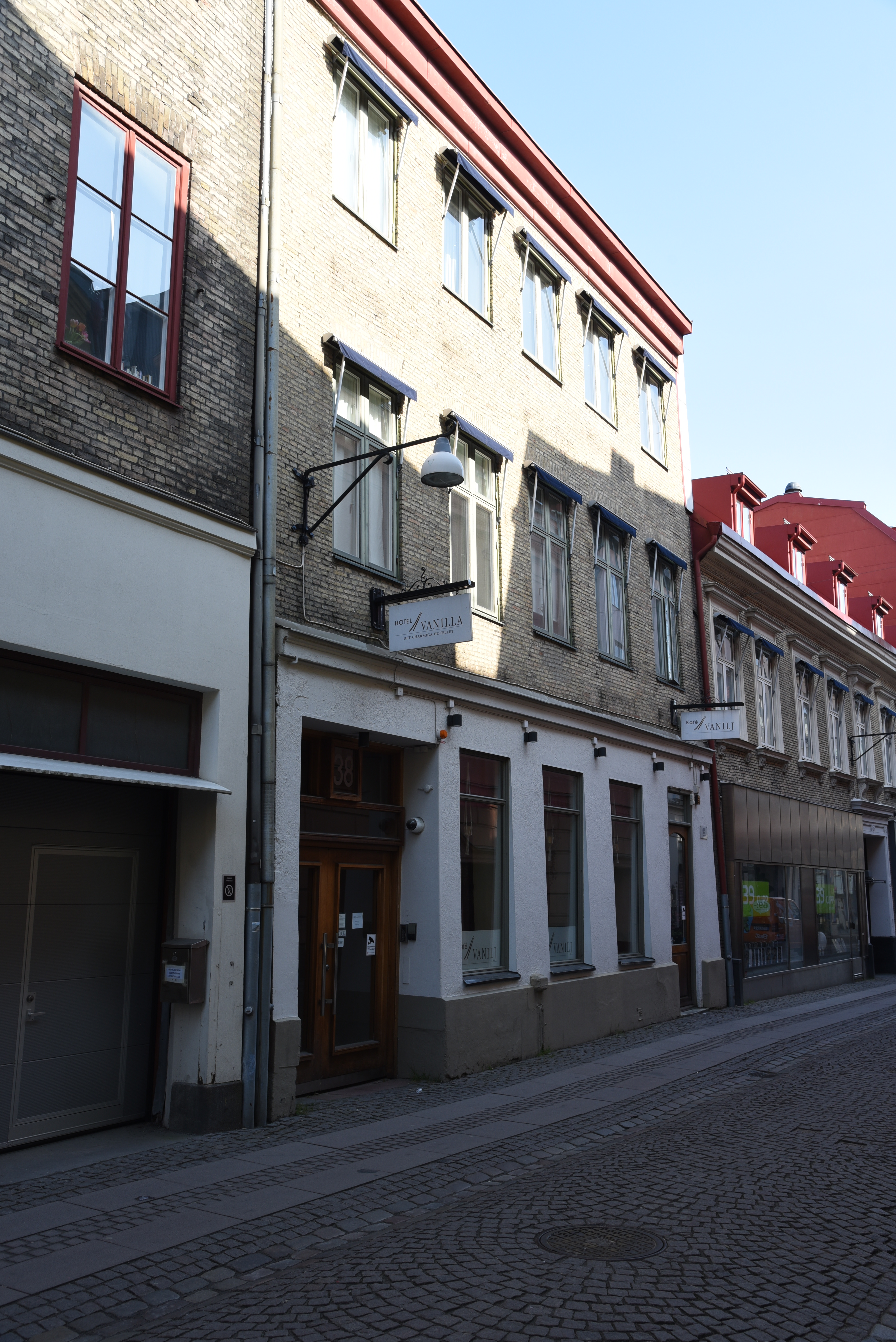
Kyrkogatan 38.

Fastigheten Kyrkogatan 38 (Inom Vallgraven 19:17, tidigare fastighetsbeteckning 3 roten nr. 66, senare ½65, 66 och 19 kv. Bokhållaren nr. 12) uppfördes år 1813 åt skräddaränkan M. Odenius efter ritningar av L. Dymling.
Under 1690-talets sista år ägdes fastigheten av barnen till Christoffer Ungewitter d.y., som avlidit år 1696. Hans äldsta dotter Maria Ungewitter gifte sig med klockaren i Tyska församlingen, brännvinsmakare Jacob Krafft, som löste in egendomen från de övriga arvingarna år 1698. Efter branden år 1721 lät han uppföra ett nytt hus på tomten. Den kom senare under 1700-talet att ägas av perukmakarmästare, skomakarmästare och järnhandlare, liksom av en krokmakare.
Efter branden år 1802 köptes ödetomten, liksom tomterna nr. 64 och 65, samt hälften av tomten nr. 66, år 1806 av murarmästare Ludvig Dymling, som lät hjälpa änkefru Maria Odenius att uppföra ett nytt tvåvånings stenhus på tomterna. Det stod färdigt år 1813. Ett liknande hus uppfördes år 1823 på granngården Kyrkogatan 36. År 1830 sålde Odenius son fastigheten till Levy Fürstenberg, far till mecenaten och konstsamlaren Pontus Fürstenberg. Fürstenberg sålde den vidare år 1841 och under 1840-talet kom huset att byggas på med en tredje våning. Efter det att handlanden A. N. Wickman år 1856 inköpt fastigheten, skedde år 1863 en ombyggnad efter ritningar av A. Krüger, varvid fasaden förändrades och fick en ny inkörsport och butiksdörr, samt fönsteromramningar och bottenvåningen rusticerades.
År 1894 köptes fastigheten av James Calvert, som ägde rör- och sanitetsfirman Calvert & Co, vilken då flyttade från Norra Hamngatan 10 till Kyrkogatan 38. År 1919 påbyggdes en mansardvåning och hela huset inreddes för firman, med verkstäder, magasin och kontorslokaler, samt lagerlokaler i den nya våningen. År 1922 köptes fastigheten av innehavarna av Bröderna Weiss Boktryckeri och år 1934 skedde en förändring av bottenvåningen, varvid en ursprunglig källarnedgång togs bort. Bröderna Weiss Boktryckeri behöll fastigheten i mer än 30 år. Dekoren från år 1863 har tagits ner och det ursprungliga utseendet har återställts. Under åren 1996–1998 skedde en ombyggnad för kafé och hotellverksamhet.

### Kyrkogatan 40

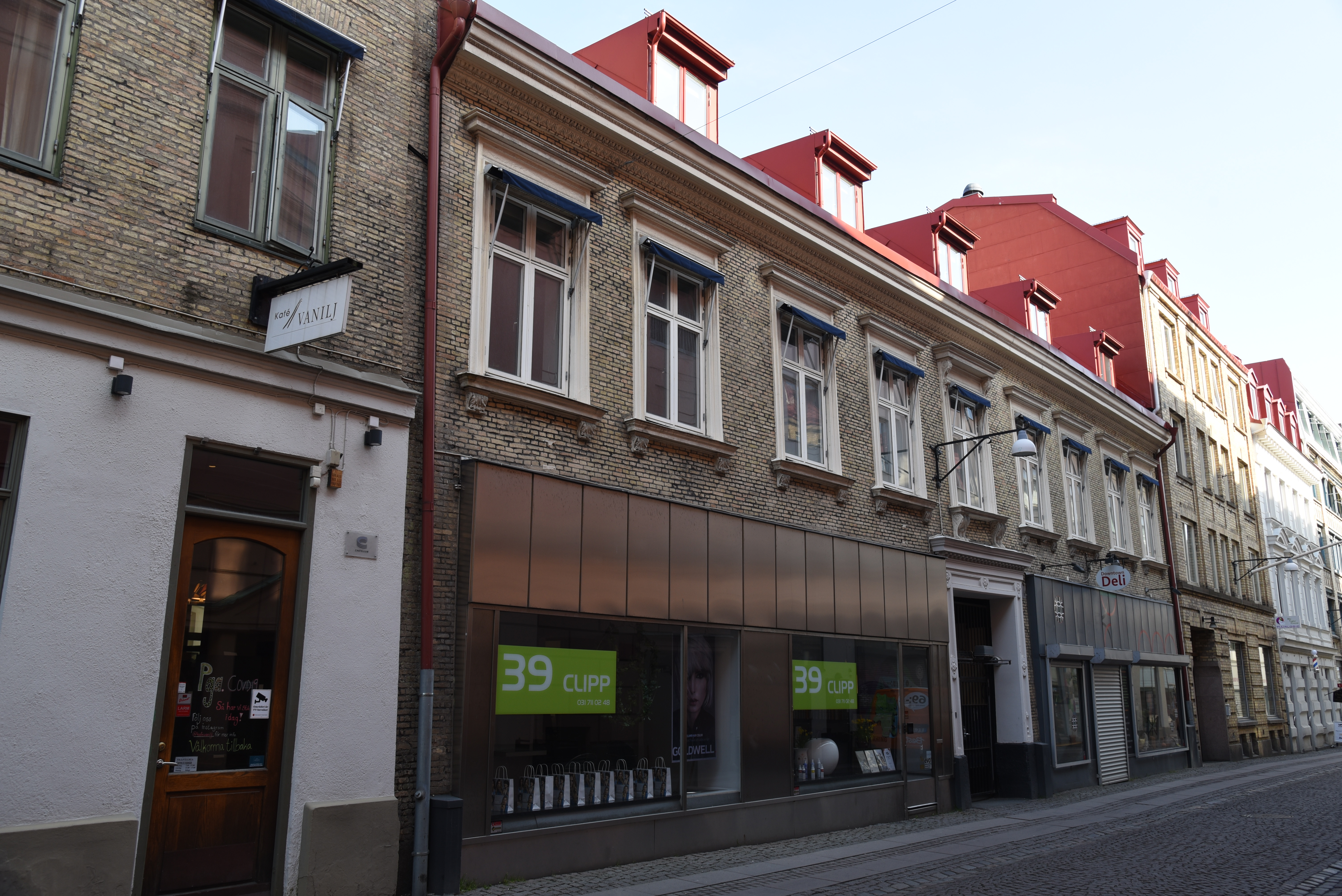
Kyrkogatan 40.

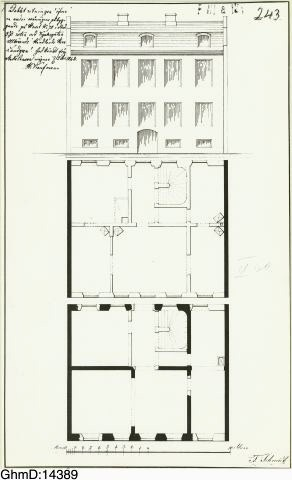
Fasad å tomt nr. 70 i 3:dje roten efter påbyggnad 1842. F. Schmidt. Stadsarkitektkontorets i Göteborg arkiv (S.A.G.).

Fastigheten Kyrkogatan 40 (Inom Vallgraven 19:17, tidigare fastighetsbeteckning 3 roten nr. 67, 68, 69, 70 och 19 kv. Bokhållaren nr. 11) uppfördes omkring år 1802 åt skräddarmästare S. Fiedler. Byggnaden är en av få kvarvarande tvåvåningshus i innerstaden. Den före detta fabriksbyggnaden på gården är välbevarad.
Under 1600- och 1700-talen bestod denna del av fyra tomter, vilka efter branden år 1802 slogs ihop till en tomt. Den fick år 1923 tomtnummer 11 i kvarteret Bokhållaren. De fyra tomterna ägdes år 1696 av en guldsmedsänka, en handelsman och två personer, vars yrken är okända. Bland ägarna under början av 1700-talet noteras en skräddarmästare och en handelsman. Byggnaden på tomt nummer 68 var enkel och fastigheten värderades år 1744 till tomtvärdet. Halva tomten kom år 1797 i skräddare Samuel Fiedlers ägo, som även ägde tomten nummer 67 i väster sedan år 1765.
Tomten nummer 69 ägdes under 1700-talet bland annat av en rotemästare, en urmakare, en saltmätare och en körsnär. Yrken representerade i ägarlängden för tomt nummer 70 är hattmakare och målare, samt rektorn vid Trivialskolan Carl Gustaf Lange och styresmannen vid Ostindiska kompaniet, löjtnant Nils Tegner. Efter branden år 1802 köpte skräddare Samuel Fiedler, som sedan tidigare ägde tomten nr. 67 och halva tomten nr. 68, den återstående delen av tomten nr. 68, samt tomten nr. 69 och lät på dessa tre tomter uppföra ett tvåvånings stenhus. Skräddare Samuel Fiedler inköpte år 1809 tomten nr. 70 och bebyggde den med ett envånings stenhus, samt ett gårdshus. Enligt ett besiktningsdokument från år 1838 bestod gatuhuset då av två våningar. På gården fanns stall och magasin och i norr fanns ett tvåvånings stenhus.
Skräddarmästare Samuel Fiedler bedrev även snusmalning, vilket han fått rättighet till år 1793. Därigenom grundade han Göteborgs äldsta tobaksfabrik, vilken kom att drivas fram till år 1915, då den gick upp i Svenska För. Tobaksfabriker. Sedan Fiedler avlidit år 1817, togs tomten och rörelsen över av äldste sonen Magnus Fiedler, som drev den fram till år 1834. Samma år kom en senare ättling, August Edvard Fiedler, att bilda bolaget Fiedler & Lundgren tillsammans med handelsman Fredrik Lundgren. Lundgren köpte fastigheterna av Magnus Fiedlers dödsbo år 1839 och drev rörelsen fram till år 1865.
Verksamheten togs därefter över av Lundgrens medarbetare Anders Fredrik och Ivar S. Nilsson, vilka år 1865 lät uppföra en trevånings fabriksbyggnad, ritad av byggmästare N. Andersson, på gården. Fyra år senare ändrades fasaden på gatuhuset, och huset på tomten nr. 70 försågs med en fasad i nyrenässansstil. Tomten nr. 70 slogs samman med tomten nr. 71 och inköptes år 1918 av Nordiska Industri AB. Tvåvåningsbyggnaden revs år 1923 och istället uppfördes ett fyra våningar högt affärshus.
Tomterna 67–69 och 70–71 delades år 1917 upp i två delar och tomterna 67–69 kom 1918 att köpas av AB Petersons Wienerångbageri, som tidigare legat på Drottninggatan 35. Butik och kafé inreddes i bottenvåningen, på gården fanns lager och bageri och på övervåningen kontor och lager. År 1947 togs huset över av Nordiska Industri AB och bageriet flyttade till Engelska kvarteret på Kungsportsavenyen. Stora skyltfönster togs upp år 1931 och 1968 förändrades bottenvåningens utseende. Senare verksamheter i lokalen har varit Tjäreborg Resebyrå och Stuvkällaren.

### Kyrkogatan 42

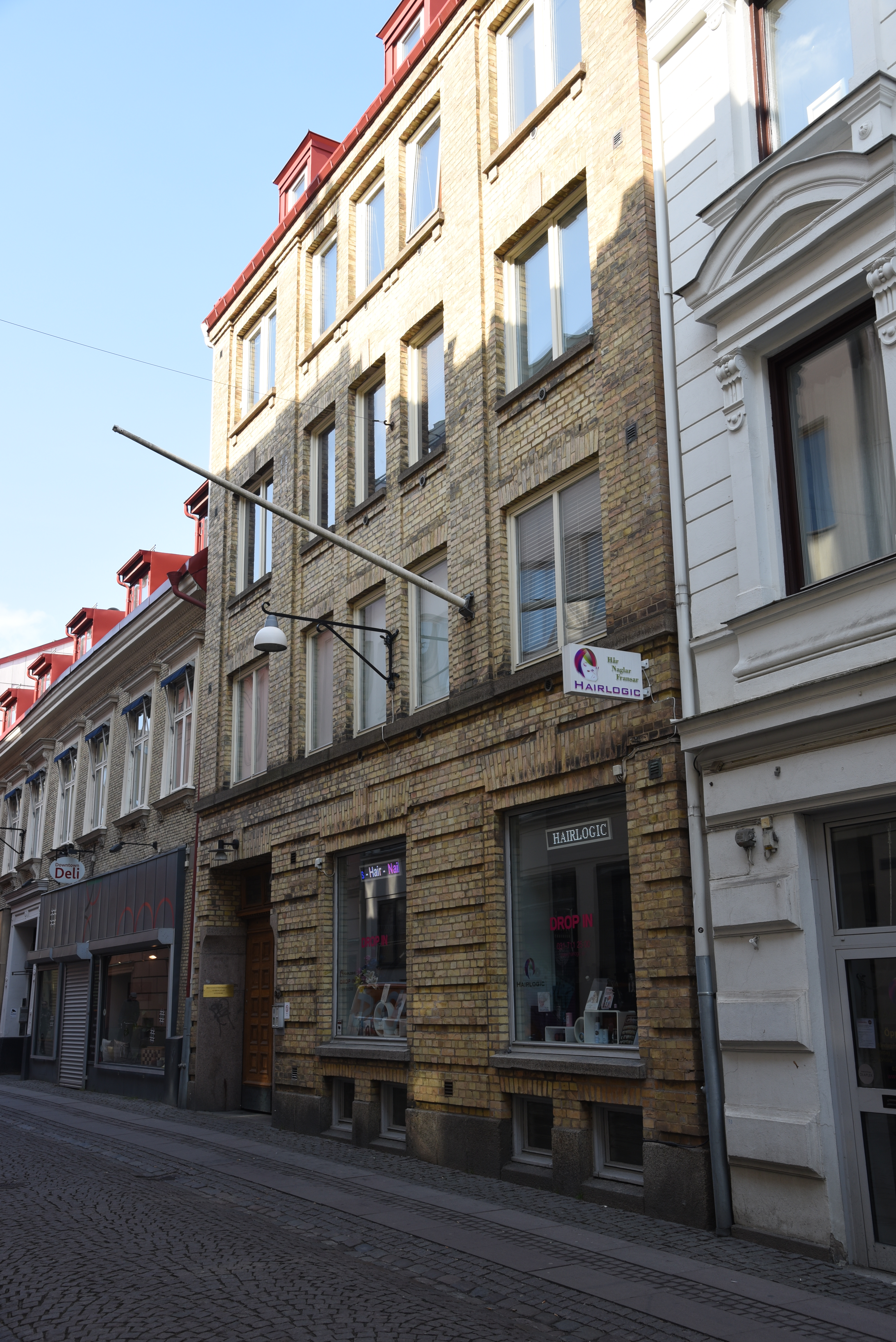
Kyrkogatan 42, västra byggnaden.

Fastigheten Kyrkogatan 42 (Inom Vallgraven 19:18, tidigare fastighetsbeteckning 3 roten nr. 71 och 19 kv. Bokhållaren nr. 10) östra delen uppfördes år 1814 åt bagaränkan M. Sjöberg. Byggnadens fasad med nyrenässansdekor från 1880-talet är till stor del bevarad. Den västra delen revs år 1923 och ett nytt affärshus uppfördes för Nordiska Industriaktiebolaget efter ritningar av A. L. Peterson.
Tomten beboddes år 1676 av rådman Frantz Koch. Efter faderns död år 1692 ärvdes gården av sonen Frans Koch och fick namnet Frans Kochs gård. Den kom år 1707 att övergå till svärdfejare Samuel Veit, vars änka tog över efter hans död år 1719. Hon gifte om sig år 1721 med svärdfejare Hindrich Drachman och efter branden samma år uppfördes ett trevånings trähus. År 1784 köptes huset av skräddare Hans Södergren.
Vid branden år 1802 ägdes husets tre våningar av olika personer – skräddare Bengt Bergström, jungfru Catharina Barkenbom och körsnär Carl Liettman. År 1810 köpte bagaränkan Maria Sjöberg ödetomten och hon lät år 1814 bebygga den med ett tvåvånings stenhus. Bagaränkan Sjöberg köpte även en del av tomten nr. 70 och var sedan tidigare ägare av tomten nr. 27 (Drottninggatan 35). År 1868 köptes fastigheterna på tomten av innehavarna till firman Fiedler & Lundgren. År 1886 genomfördes en ombyggnad, varvid huset byggdes på med en tredje våning och en hög vindsvåning. I samband med detta genomgick även fasaden förändringar.
Efter att firman Fiedler & Lundgren lagt ner tobaks- och snusfabriken på Kyrkogatan år 1915 såldes den år 1917 till A.B. Gustav Mark & Co. En förändring av tomterna 67–69 och 70–71 skedde, och år 1918 köptes fastigheten av Nordiska Industri AB, som lät göra en förändring av bottenvåningen av byggnaden på tomten nr. 71, vilken försågs med stora skyltfönster. Nordiska Industri AB lät riva huset på tomten nr. 70 och lät uppföra ett affärshus i fyra våningar. Huset på tomt nr. 71 förblev i det närmaste oförändrat exteriört, med undantag för bottenvåningen där ingångsportar togs bort och stora skyltfönster togs upp. Ytterligare förändringar av bottenvåningen skedde när Wilkensons Ramfabrik (etablerad 1907) flyttade in år 1967 från Drottninggatan 18.